# Гноевых, Александр Георгиевич
Алекса́ндр Гео́ргиевич Гноевы́х (прозвище «Полко́вник»; 23 октября 1957, Петропавловск, Казахстан) — советский и российский звукорежиссёр, музыкальный продюсер. Записывал, начиная с 1980, многие ставшие «культовыми» альбомы групп «Сонанс», «Трек», «Кабинет», «Наутилус Помпилиус» и др. Благодаря его работам в звукозаписи во многом было сформировано такое понятие, как «свердловский рок» (или «уральский рок»): в частности, записанные им альбомы групп «Сонанс» (Шагреневая кожа 1980) и «Трек» (Трек III 1982) упоминаются в книге Александра Кушнира «100 магнитоальбомов советского рока». Входил в руководство Свердловского рок-клуба. Лично переделал два магнитофона рок-клуба «Олимп-001» на 38-ю «студийную» скорость, обеспечив тем значительно лучшее качество создаваемых записей.

## Биография
Родился 23 октября 1957 в Петропавловске Казахской ССР (ныне Казахстан).
В конце 1970-х годов, обучаясь на физико-технический факультете Уральского политехнического института, работал в студенческом радиоузле, а затем начал осваивать звукорежиссуру и записывать уральских рок-исполнителей. Первой серьёзной для него работой в этом качестве стали попытки записи на магнитофон концертных выступлений группы «Сонанс», которую составили Александр Пантыкин, гитарист Михаил Перов, басист Игорь Скрипкарь, барабанщик Иван Савицкий, скрипач и пианист Андрей Балашов, вокалистка Настя Полева — группой, начиная с которой, собственно, и можно начинать говорить о таком понятии в советской рок-музыке, как «свердловский (или уральский) рок». Существенным подспорьем для него стало то, что комсомольская организация выделила на 30-летие физтеха значительную сумму денег.

В считанные дни были приобретены два магнитофона «Тембр», микрофоны, наушники, пульт и необходимое количество плёнки. Магазин, в котором продавалось всё это богатство, Полковник отыскал под вечер где-то на окраине города. Такое чудо можно было найти только в СССР. Дверь в магазин напоминала вход в обыкновенный подъезд. Вывеска отсутствовала — впрочем, как и товары на прилавках.
Никаких опознавательных знаков снаружи не было — странно, что внутри помещения находились вполне реальные продавцы. Откуда-то негромко доносилась музыка Beatles — по-видимому, в целях рекламы и для привлечения несуществующих покупателей. Как гласит история, услышав от Полковника некое волшебное слово, один из работников молча ушёл в подсобку и вскоре вернулся со всей необходимой аппаратурой. Несмотря на якобы сломанную кассу, цена на добытый из-под земли комплект радиотоваров соответствовала государственной. «Таких магазинов я больше не видел ни разу в жизни», — вспоминает Полковник.
Занявшись усовершенствованием добытой аппаратуры, Гноевых в первую очередь переделал в «Тембре» 19-ю скорость на 38-ю. Это была победа. Увеличение скорости способствовало получению более прозрачного и глубокого звука. При записи методом наложения с одного магнитофона на другой сильной потери в качестве не происходило. Кроме того, 38-я скорость позволяла фиксировать инструменты второго эшелона столь же ярко, как и основные вокально-инструментальные партии.

Затем Полковник сконструировал самодельный фузз-эффект, который в те времена именовался в журнале «Радио» не иначе как «ограничитель звука». По схемам, найденным в одном из английских пособий, Александр соорудил флэнжер, ревербератор и ламповый пульт. Пульт был без индикатора — поэтому перегрузки звука приходилось воспринимать на слух. К чести Полковника, на качестве студийной работы это обстоятельство никак не отразилось.".— А. Кушнир «100 магнитоальбомов советского рока». Глава II
С Александром Гноевых в качестве звукорежиссёра и продюсера записи группа в 1980 записала этапный альбом «Шагреневая кожа».
В 1982 года окончил физико-технический факультет Уральского политехнического института (Свердловск, ныне Екатеринбург), кафедра «Редких металлов и наноматериалов» по специальности.
Оценивая звукорежиссёрскую деятельность «Полковника» конца 70-х — середины 80-х, Александр Кушнир писал:

Творчески изучая звук с отвёрткой и паяльником в руках, Гноевых сумел к началу 80-х создать продуманную систему записи рок-групп. На два магнитофона «Тембр», обвешанных в мистико-акустических целях консервными банками (якобы для борьбы с помехами), Полковник записал «Сонанс» (1980), три альбома «Трека» и дебютную работу «Наутилуса» «Переезд» (1982). «С появлением первых альбомов музыканты смогли не только услышать собственную игру, но и узнать реакцию на неё немалого количества людей, — считает Полковник. — После этого рок-группы начали относиться к себе более трезво, корректируя свои идеи и своё творчество».

Вершиной звукорёжиссерских подвигов Полковника стали студийные опусы группы «Трек». В этих альбомах свердловский «колдун звука» не только создал объёмное и энергичное рок-звучание, но и разукрасил его всевозможными аппликациями. И чего только он там не использовал: начиная от ревербераторных вариаций с гитарными шорохами и заканчивая применением искусственных шумов и плёнки, пропущенной в обратном направлении. "Мастерство Полковника как звукоинженера позволило нам слетать в космос на примусе, — вспоминает гитарист «Трека» Михаил Перов. — И, пожалуй, среди коллег ему не найдётся равных по качеству записи, сделанной без аппаратуры
Среди музыкантов клуба ходила байка: «— Отчего у ваших звук такой хороший? — А у нас не лейтенанты, а целый Полковник звук ставит!».
С 1997 года — директор по развитию радиостанции «Радио СИ» (Екатеринбург).

## Дискография
| Год  | Группа (артист)                                                                         | Название альбома | Участвовал в качестве                          |
| ---- | --------------------------------------------------------------------------------------- | --- | ---------------------------------------------- |
| 1980 | Сонанс                                                                                  | Шагреневая кожа | звукорежиссёр                                  |
| 1980 | Трек                                                                                    | Трек — I | звукорежиссёр                                  |
| 1981 | Трек                                                                                    | Трек — II | звукорежиссёр                                  |
| 1982 | Трек                                                                                    | Трек — III | звукорежиссёр                                  |
| 1983 | Nautilus Pompilius                                                                      | Переезд (выпущен в 1994) | звукорежиссёр (1983, треки 1—9)                |
| 1985 | Степ                                                                                    | Мост (выпущен в 2000) | звукорежиссёр                                  |
| 1986 | Кабинет                                                                                 | Вскрытие (выпущен в 1996) | звукорежиссёр, продюсер                        |
| 1989 | Nautilus Pompilius                                                                      | Человек без имени (выпущен в 1995) | звукорежиссёр                                  |
| 1990 | Nautilus Pompilius                                                                      | Наугад (выпущен в 1994) | звукорежиссёр                                  |
| 1991 | Nautilus Pompilius                                                                      | Чужая земля (выпущен в 1993) | звукорежиссёр                                  |
| 1994 | Nautilus Pompilius                                                                      | Титаник | программирование                               |
| 1995 | Nautilus Pompilius                                                                      | Крылья (выпущен в 1996) | звукорежиссёр                                  |
| 1996 | Nautilus Pompilius & Аквариум                                                           | Титаник на Фонтанке | звукорежиссёр (трек 9 — «Я хочу быть с тобой») |
| 1996 | Трек                                                                                    | Три альбома (сборник на 2 CD; полностью три альбома «Трека») | звукорежиссёр                                  |
| 1996 | Трек                                                                                    | Лучшие песни 1980—1983 (сборник на 1 CD; отдельные песни из трёх альбомов «Трека») | звукорежиссёр                                  |
| 1996 | Агата Кристи, Апрельский марш, Отражение, Водопад имени Вахтанга Кикабидзе, Настя, Чайф | IV фестиваль Свердловского рок-клуба (серия «Антология уральского рока») | звукорежиссёр (запись, микширование)           |
| 1997 | Nautilus Pompilius                                                                      | Атлантида (выпущен в 1997) | звукорежиссёр (треки 1—7), мастеринг           |
| 1997 | Nautilus Pompilius                                                                      | Подъём (концерт в Таллине 21 июня 1987) | мастеринг                                      |
| 2000 | Вячеслав Бутусов                                                                        | Мост (треки 1—8 — альбом, записанный Бутусовым в 1984—1985 в Свердловске и Каменск-Уральском, утерян в 1986, найден в 1999, восстановлен в 2000; треки 9—13 — записаны Бутусовым в разные годы, восстановлены в 2000) | звукорежиссёр                                  |